# Derolus basilewskyi
Derolus basilewskyi là một loài bọ cánh cứng trong họ Cerambycidae.